# Dactylopodola weilli
Dactylopodola weilli är en djurart som tillhör fylumet bukhårsdjur, och som först beskrevs av Jean-Loup d'Hondt 1965.  Dactylopodola weilli ingår i släktet Dactylopodola och familjen Dactylopodolidae. Inga underarter finns listade i Catalogue of Life.